# 1439년

## 연호
- 명(明) 정통(正統) 4년
- 일본(日本) 에이쿄(永享) 11년
- 후 레 왕조(後黎朝) 티에우빈(紹平) 6년

## 기년
- 명(明) 영종 정통제(英宗 正統帝) 4년
- 조선(朝鮮) 세종(世宗) 21년
- 후 레 왕조(後黎朝) 태종(太宗) 6년

## 탄생
- 5월 29일 - 교황 비오 3세, 215대 로마 교황.